# Leichtathletik-Weltmeisterschaften 1995/800 m der Frauen

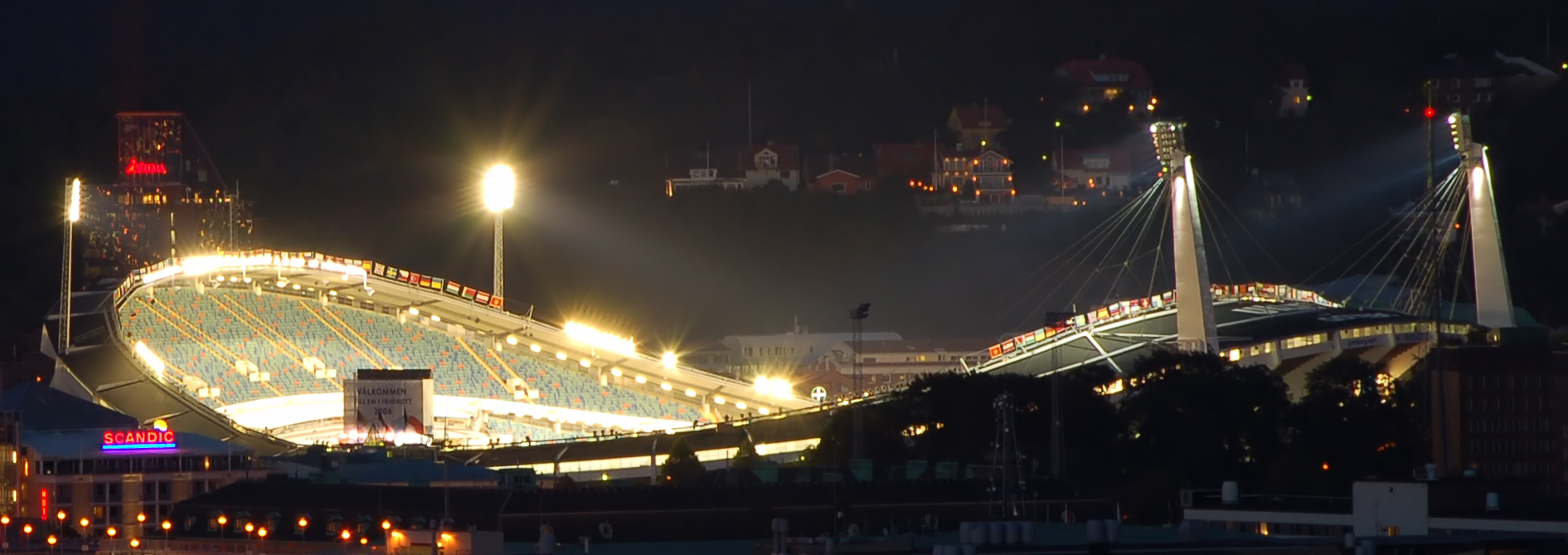
Das Göteborger Ullevi-Stadion im Jahr 2006

Der 800-Meter-Lauf der Frauen bei den Leichtathletik-Weltmeisterschaften 1995 wurde vom 10. bis 13. August 1995 im Göteborger Ullevi-Stadion ausgetragen.
Weltmeisterin wurde die kubanische Olympiadritte von 1992 und Vizeweltmeisterin von 1991 Ana Fidelia Quirot, die bei den Panamerikanischen Spielen 1987 und 1991 jeweils Doppelsiegerin über 400 und 800 Meter war. Rang zwei belegte Letitia Vriesde aus Surinam, die im Finale mit 1:56,68 min einen neuen Südamerikarekord aufstellte. Bronze ging an die britische Vizeeuropameisterin über 1500 Meter von 1994 Kelly Holmes, die vier Tage zuvor bereits Silber über 1500 Meter errungen hatte.

## Bestehende Rekorde
| Weltrekord | 1:53,28 min | Jarmila Kratochvílová | München, BR Deutschland       | 26. Juli 1983  |
| WM-Rekord  | 1:54,68 min | Jarmila Kratochvílová | WM 1983 in Helsinki, Finnland | 9. August 1983 |

Der bestehende WM-Rekord wurde bei diesen Weltmeisterschaften nicht eingestellt und nicht verbessert.

## Vorrunde
Die Vorrunde wurde in fünf Läufen durchgeführt. Die ersten beiden Athletinnen pro Lauf – hellblau unterlegt – sowie die darüber hinaus sechs zeitschnellsten Läuferinnen – hellgrün unterlegt – qualifizierten sich für das Halbfinale.

### Vorlauf 1

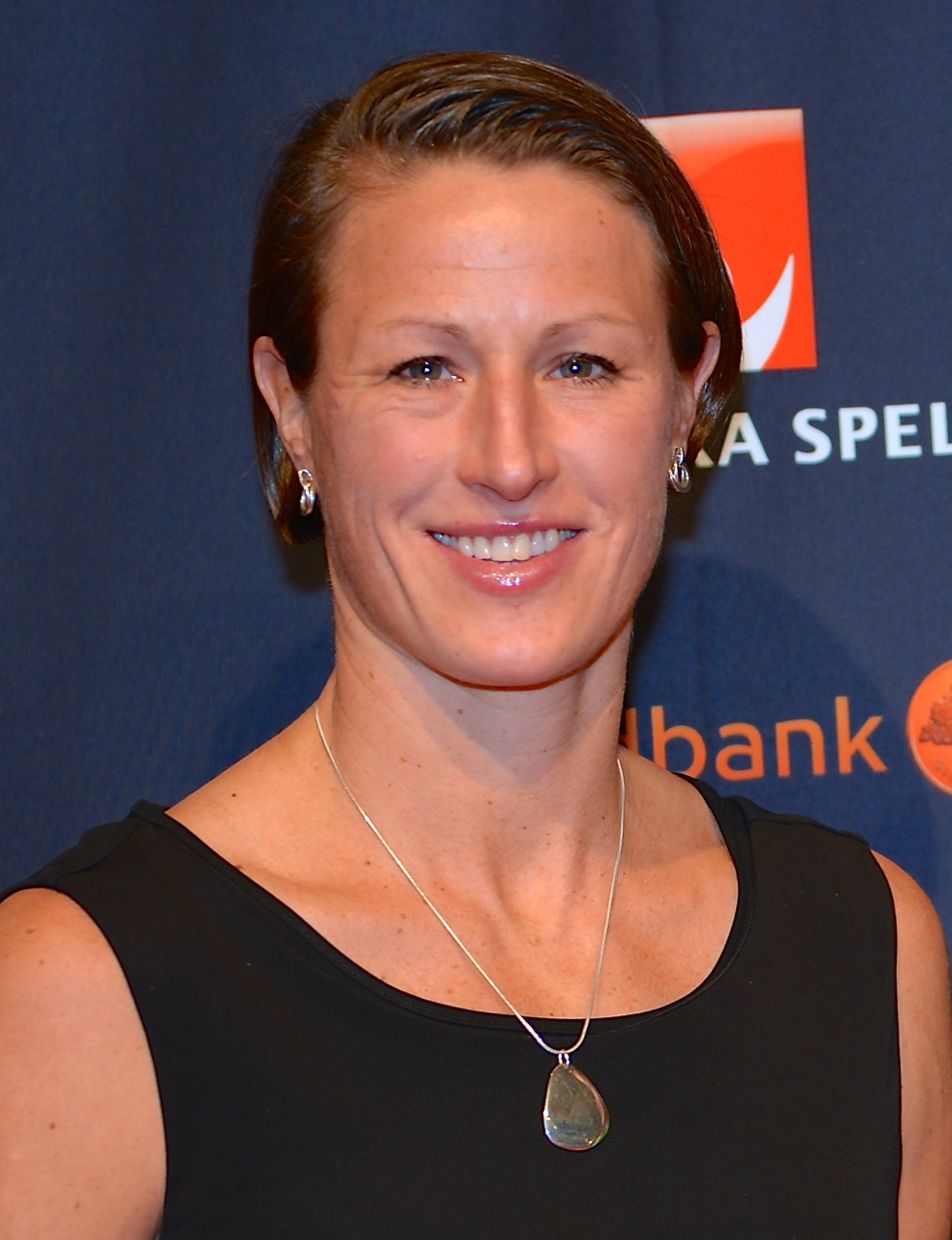
Malin Ewerlöf (hier im Jahr 2014) reichte ihr fünfter Platz im ersten Vorlauf nicht zum Weiterkommen

10. August 1995, 16:25 Uhr
| Platz | Name              | Nation      | Zeit (min) |
| ----- | ----------------- | ----------- | ---------- |
| 1     | Patricia Djaté    | Frankreich  | 1:59,07    |
| 2     | Ellen van Langen  | Niederlande | 1:59,61    |
| 3     | Natallja Duchnowa | Belarus     | 2:00,13    |
| 4     | Amy Wickus        | USA         | 2:01,38    |
| 5     | Malin Ewerlöf     | Schweden    | 2:02,28    |
| 6     | Julia Sakara      | Simbabwe    | 2:03,68    |
| 7     | Yaznee Nasheeda   | Malediven   | 2:34,18    |

### Vorlauf 2
10. August 1995, 16:31 Uhr
| Platz | Name               | Nation         | Zeit (min) |
| ----- | ------------------ | -------------- | ---------- |
| 1     | Letitia Vriesde    | Suriname       | 1:59,73    |
| 2     | Tatiana Grigorieva | Russland       | 2:00,03    |
| 3     | Kelly Holmes       | Großbritannien | 2:00,23    |
| 4     | Tina Paulino       | Mosambik       | 2:00,75    |
| 5     | Stella Jongmans    | Niederlande    | 2:01,13    |
| 6     | Kutre Dulecha      | Äthiopien      | 2:01,74    |
| 7     | Lorie Ann Adams    | Guyana         | 2:07,57    |
| 8     | Fanta Camara       | Guinea         | 2:20,78    |

### Vorlauf 3
10. August 1995, 16:37 Uhr
| Platz | Name               | Nation    | Zeit (min) |
| ----- | ------------------ | --------- | ---------- |
| 1     | Ana Fidelia Quirot | Kuba      | 2:00,84    |
| 2     | Jelena Afanassjewa | Russland  | 2:01,04    |
| 3     | Petya Strashilova  | Bulgarien | 2:01,54    |
| 4     | Joetta Clark       | USA       | 2:01,70    |
| 5     | Karen Gydesen      | Dänemark  | 2:04,41    |
| 6     | Regula Zürcher     | Schweiz   | 2:05,87    |
| 7     | Cheong Tsui Fong   | Singapur  | 2:19,35    |

### Vorlauf 4
10. August 1995, 16:43 Uhr
| Platz | Name                   | Nation      | Zeit (min)                       |
| ----- | ---------------------- | ----------- | -------------------------------- |
| 1     | Maria de Lurdes Mutola | Mosambik    | 1:59,93                          |
| 2     | Meredith Rainey        | USA         | 2:00,13                          |
| 3     | Ella Kovacs            | Rumänien    | 2:00,95                          |
| 4     | Svetlana Miroshnik     | Ukraine     | 2:01,24                          |
| 5     | Anne Bruns             | Deutschland | 2:03,16                          |
| 6     | Aisling Molloy         | Irland      | 2:04,15                          |
| DSQ   | Inez Turner            | Jamaika     | IAAF Rule 163.3 – Bahnübertreten |

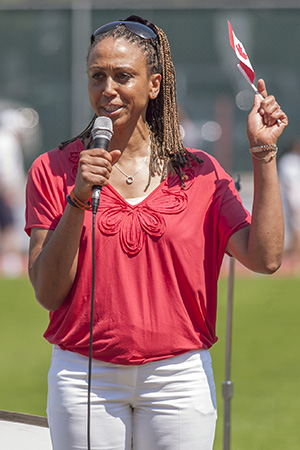
Charmaine Crooks (Foto: 2013) schied als Vierte ihres Vorlaufs aus
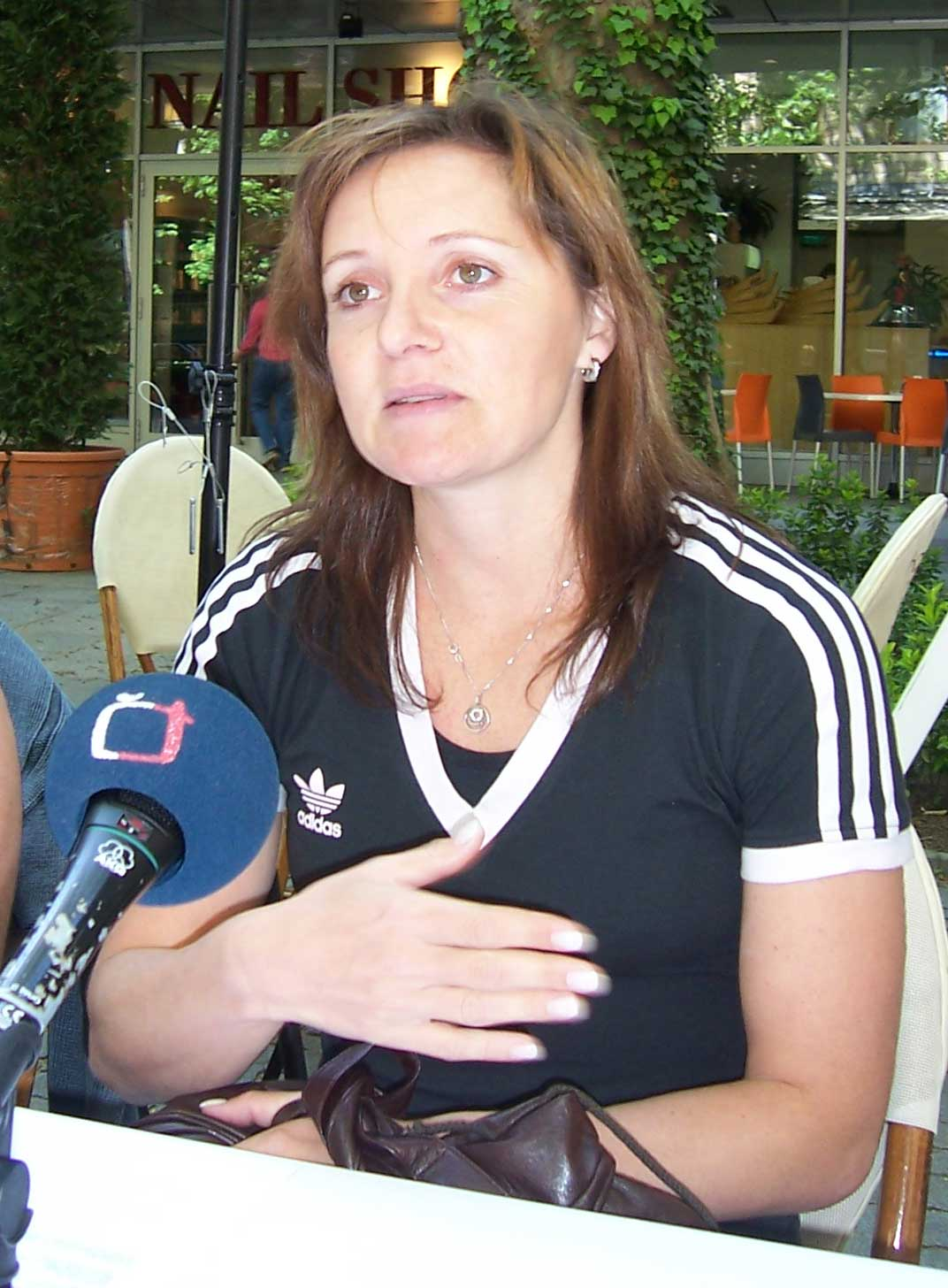
Ludmila Formanová scheiterte als Fünfte ihres Rennens in der Vorrunde

### Vorlauf 5
10. August 1995, 16:49 Uhr
| Platz | Name              | Nation     | Zeit (min) |
| ----- | ----------------- | ---------- | ---------- |
| 1     | Inna Jewsejewa    | Ukraine    | 2:01,74    |
| 2     | Ljubow Gurina     | Russland   | 2:01,76    |
| 3     | Luciana Mendes    | Brasilien  | 2:01,82    |
| 4     | Charmaine Crooks  | Kanada     | 2:02,04    |
| 5     | Ludmila Formanová | Tschechien | 2:02,39    |
| 6     | Jyotirmoy Sikdhar | Indien     | 2:03,68    |
| 7     | Rita Martin       | Sudan      | 2:43,22    |

## Halbfinale
In den beiden Halbfinalläufen qualifizierten sich die jeweils ersten vier Athletinnen – hellblau unterlegt – für das Finale.

### Halbfinallauf 1
11. August 1995, 18:25 Uhr
| Platz | Name               | Nation         | Zeit (min) |
| ----- | ------------------ | -------------- | ---------- |
| 1     | Ana Fidelia Quirot | Kuba           | 2:01,37    |
| 2     | Kelly Holmes       | Großbritannien | 2:01,52    |
| 3     | Patricia Djaté     | Frankreich     | 2:01,73    |
| 4     | Letitia Vriesde    | Suriname       | 2:02,75    |
| 5     | Jelena Afanassjewa | Russland       | 2:03,66    |
| 6     | Svetlana Miroshnik | Ukraine        | 2:03,72    |
| 7     | Tina Paulino       | Mosambik       | 2:04,51    |
| 8     | Stella Jongmans    | Niederlande    | 2:05,11    |

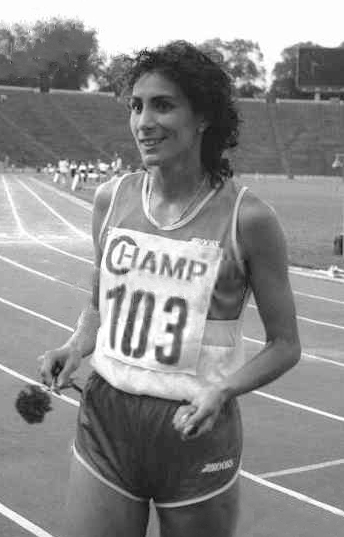
Ella Kovacs, 1991 und 1993 jeweils WM-Dritte, schied hier als Siebte ihres Rennens im Halbfinale aus
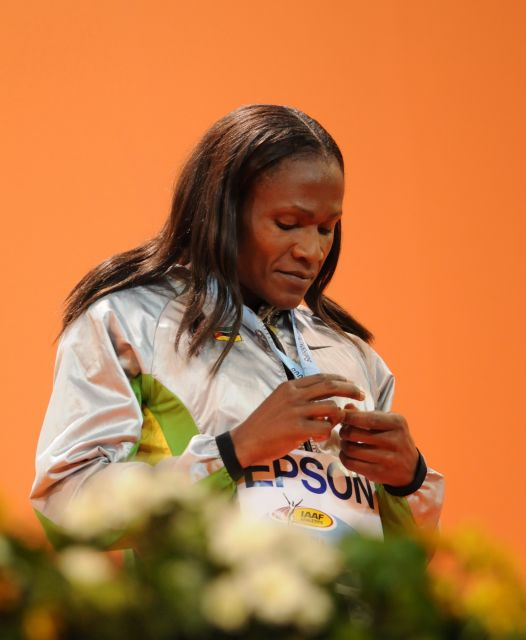
Die Titelverteidigerin Maria Mutola wurde in ihrem Halbfinale wegen Übertretung der Bahnbegrenzung disqualifiziert

### Halbfinallauf 2

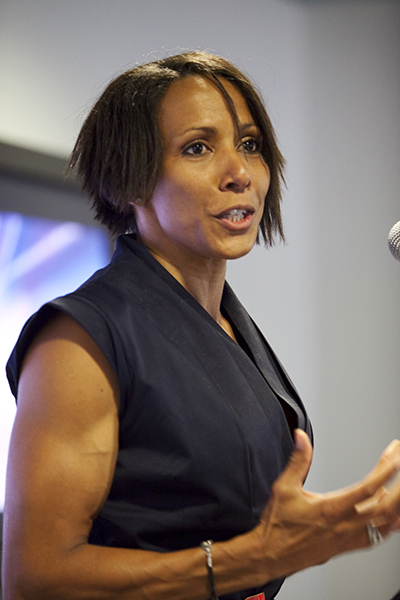
Nach Silber über 1500 Meter gewann Kelly Holmes (Foto: 2009) hier die Bronzemedaille – weitere große Erfolge lagen noch vor ihr

11. August 1995, 18:32 Uhr
| Platz | Name                   | Nation      | Zeit (min)                       |
| ----- | ---------------------- | ----------- | -------------------------------- |
| 1     | Meredith Rainey        | USA         | 1:58,49                          |
| 2     | Tatiana Grigorieva     | Russland    | 1:58,61                          |
| 3     | Ljubow Gurina          | Russland    | 1:58,70                          |
| 4     | Ellen van Langen       | Niederlande | 1:58,86                          |
| 5     | Natallja Duchnowa      | Belarus     | 1:59,45                          |
| 6     | Inna Jewsejewa         | Ukraine     | 2:00,93                          |
| 7     | Ella Kovacs            | Rumänien    | 2:03,31                          |
| DSQ   | Maria de Lurdes Mutola | Mosambik    | IAAF Rule 163.3 – Bahnübertreten |

## Finale
13. August 1995, 16:55 Uhr
| Platz | Name               | Nation         | Zeit (min) |
| ----- | ------------------ | -------------- | ---------- |
| 1     | Ana Fidelia Quirot | Kuba           | 1:56,11    |
| 2     | Letitia Vriesde    | Suriname       | 1:56,68 SR |
| 3     | Kelly Holmes       | Großbritannien | 1:56,96    |
| 4     | Patricia Djaté     | Frankreich     | 1:57,04    |
| 5     | Meredith Rainey    | USA            | 1:58,20    |
| 6     | Ellen van Langen   | Niederlande    | 1:58,98    |
| 7     | Ljubow Gurina      | Russland       | 1:59,16    |
| 8     | Tatiana Grigorieva | Russland       | 2:05,55    |

## Video
- World Championships in Athletics 1995 - 800m Women, Video veröffentlicht am 29. Oktober 2013 auf youtube.com, abgerufen am 7. Juni 2020